# Pungpungan
Pungpungan is een bestuurslaag in het regentschap Bojonegoro van de provincie Oost-Java, Indonesië. Pungpungan telt 4474 inwoners (volkstelling 2010).